# Liste der Auslandsvertretungen Armeniens

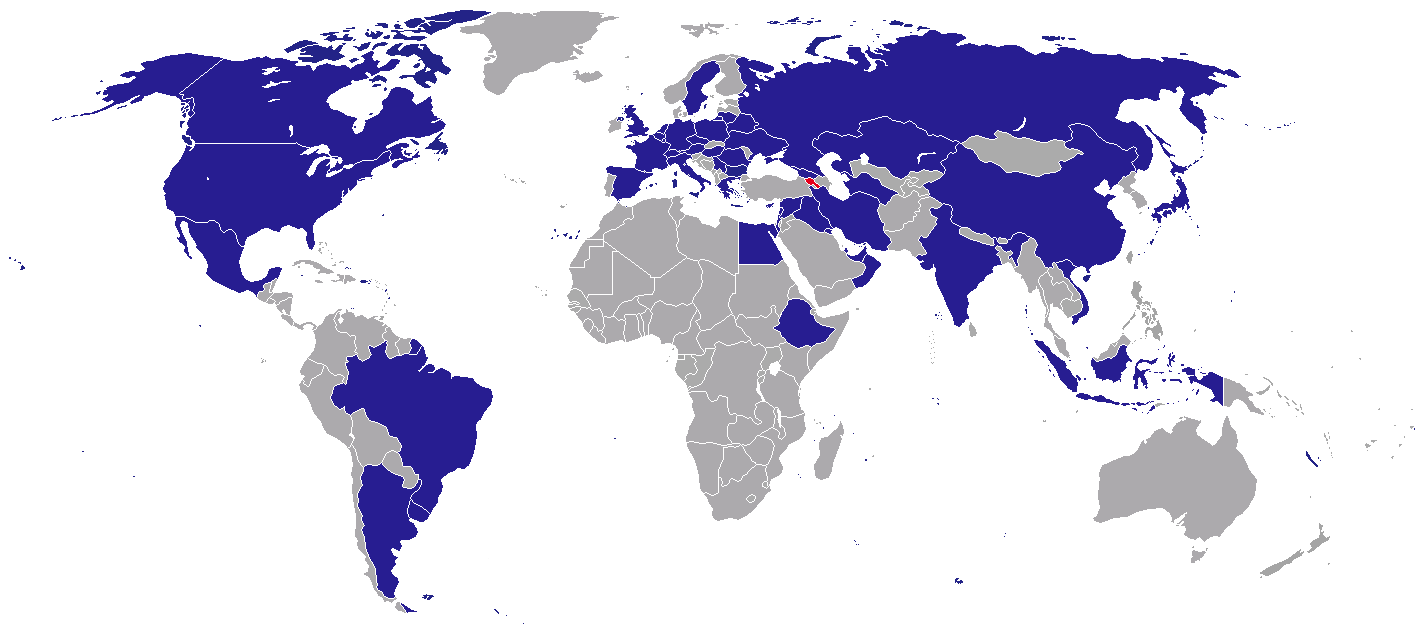
Standorte der diplomatischen Vertretungen Armeniens

Dies ist eine Liste der diplomatischen und konsularischen Vertretungen Armeniens.

## Diplomatische und konsularische Vertretungen

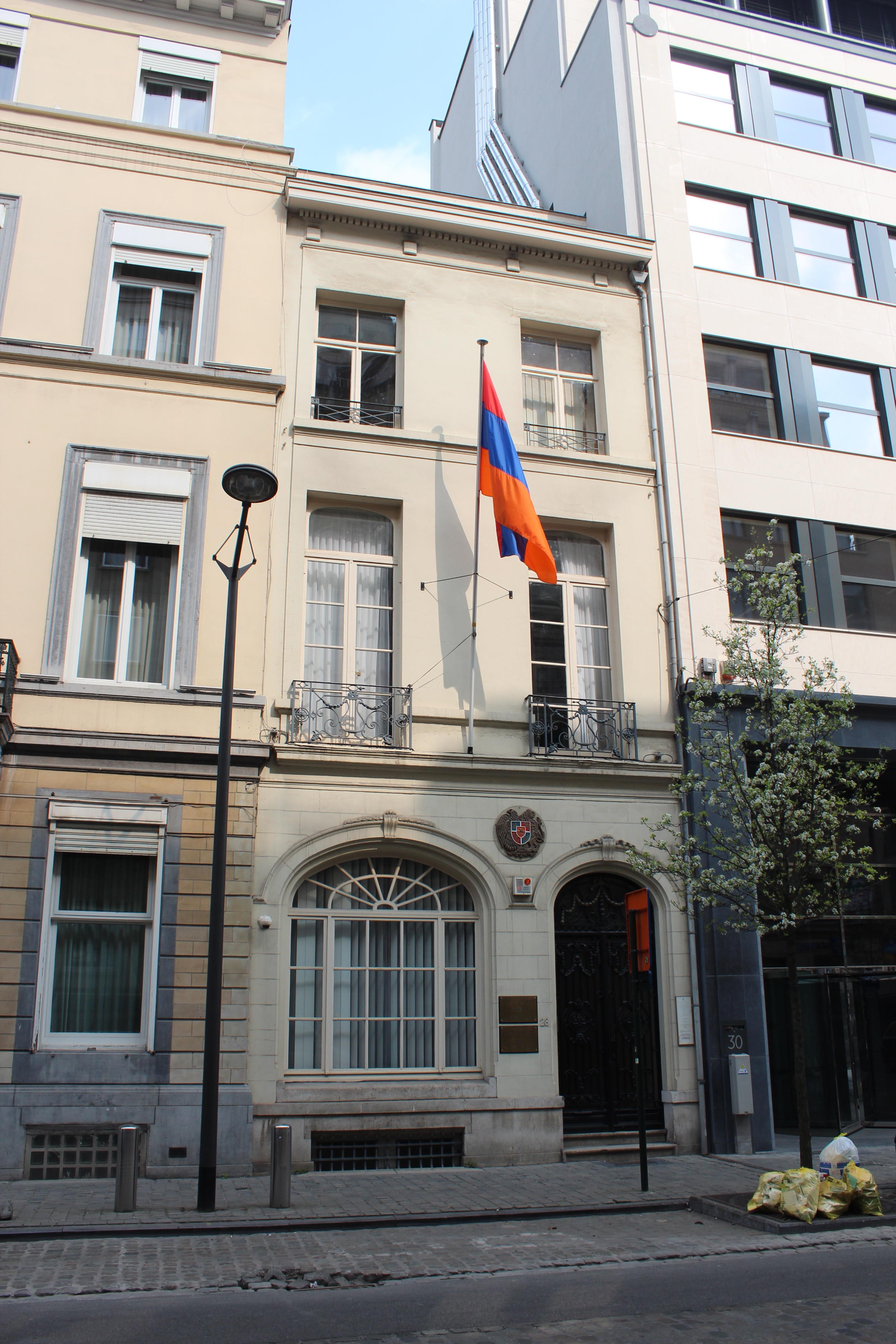
Armenische Botschaft in Brüssel

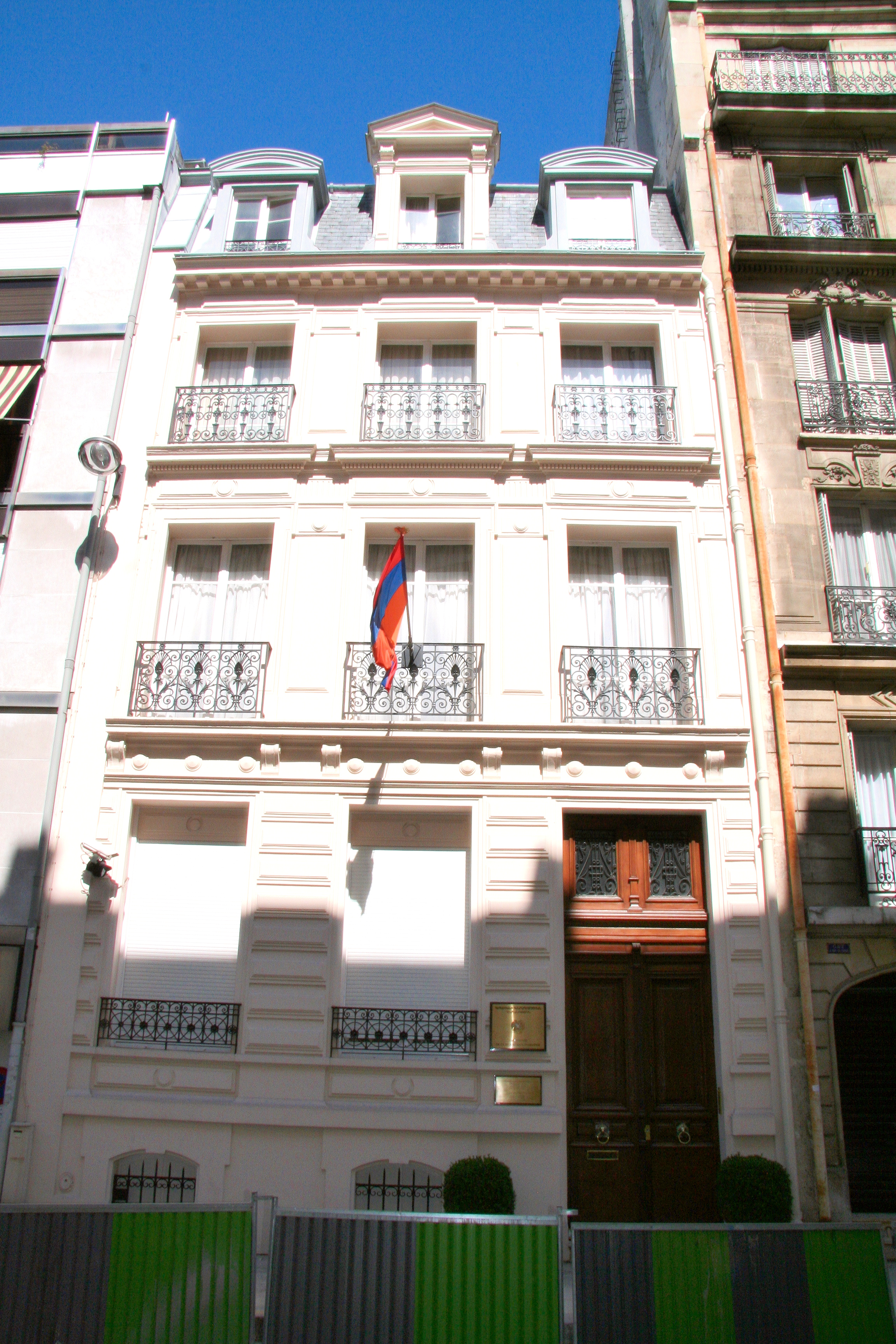
Armenische Botschaft in Paris

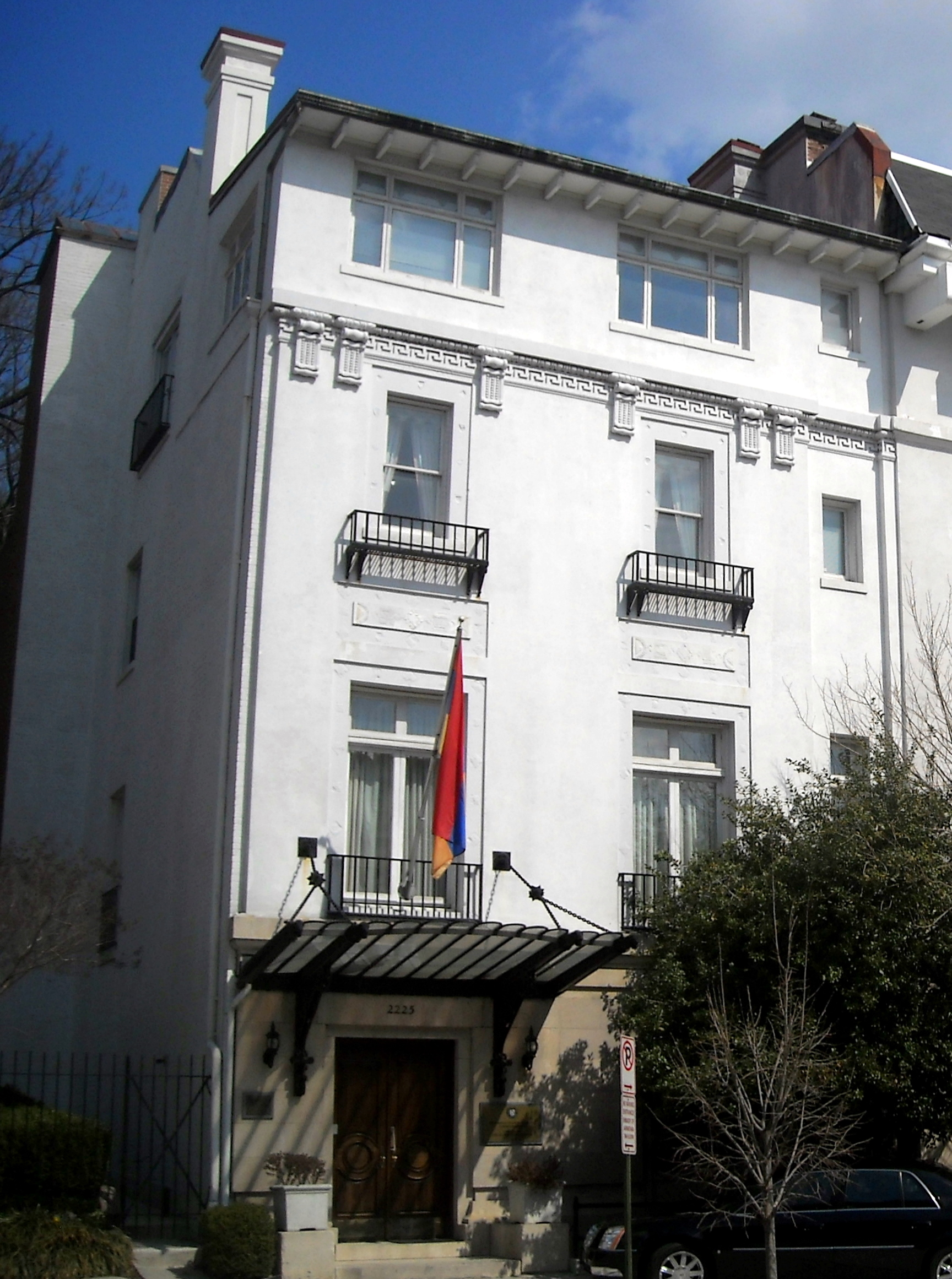
Armenische Botschaft in Washington, D.C.

### Afrika
- Ägypten: Kairo, Botschaft

### Asien
| - Indien: Neu-Delhi, Botschaft - Indonesien: Jakarta, Botschaft - Irak: Bagdad, Botschaft - Iran: Teheran, Botschaft - Japan: Tokyo, Botschaft - Kasachstan: Astana, Botschaft - Kuwait: Kuwait, Botschaft | - Libanon: Beirut, Botschaft - Syrien: Damaskus, Botschaft - Syrien: Aleppo, Generalkonsulat - Turkmenistan: Aşgabat, Botschaft - Vereinigte Arabische Emirate: Abu Dhabi, Botschaft - Vietnam: Hanoi, Botschaft - Volksrepublik China: Peking, Botschaft |

### Europa
| - Belarus: Minsk, Botschaft - Belgien: Brüssel, Botschaft - Bulgarien: Sofia, Botschaft - Dänemark: Kopenhagen, Botschaft - Deutschland: Berlin, Botschaft - Frankreich: Paris, Botschaft - Frankreich: Lyon, Generalkonsulat - Frankreich: Marseille, Generalkonsulat - Georgien: Tiflis, Botschaft - Georgien: Batumi, Generalkonsulat - Griechenland: Athen, Botschaft - Italien: Rom, Botschaft - Litauen: Vilnius, Botschaft - Niederlande: Den Haag, Botschaft - Österreich: Wien, Botschaft | - Polen: Warschau, Botschaft - Rumänien: Bukarest, Botschaft - Russland: Moskau, Botschaft - Russland: Rostow am Don, Generalkonsulat - Russland: Sankt Petersburg, Generalkonsulat - Russland: Sotschi, diplomatisches Büro - Schweden: Stockholm, Botschaft - Schweiz: Genf, Botschaft - Spanien: Madrid, Botschaft - Tschechien: Prag, Botschaft - Ukraine: Kiew, Botschaft - Vereinigtes Königreich: London, Botschaft |

### Nordamerika
| - Kanada: Ottawa, Botschaft - Mexiko: Mexiko-Stadt, Botschaft | - Vereinigte Staaten: Washington, D.C., Botschaft - Vereinigte Staaten: Glendale, Generalkonsulat |

### Südamerika
- Argentinien: Buenos Aires, Botschaft
- Brasilien: Brasília, Botschaft

## Vertretungen bei internationalen Organisationen
- Europäische Union: Brüssel, Ständige Mission
- NATO: Brüssel, Ständige Mission
- Vereinte Nationen: New York, Ständige Mission
- Vereinte Nationen: Genf, Ständige Mission
- Vereinte Nationen: Wien, Ständige Mission
- : Wien, Ständige Vertretung
- UNESCO: Paris, Ständige Mission
- FAO: Rom, Ständige Mission
- Heiliger Stuhl: Vatikanstadt, Botschaft